# 南湖駅 (杭州市)
南湖駅（なんこえき）は、中華人民共和国浙江省杭州市余杭区天目山西路に位置する杭州地下鉄16号線の駅である。

## 歴史
- 2020年4月23日：開業[1]。

## 駅構造
島式ホーム1面2線を有する高架駅。

### のりば
| 番線   | 路線     | 行先                |
| ------ | -------- | ------------------- |
| 西方面 | ■ 16号線 | 臨安市街 九州街方面 |
| 東方面 | ■ 16号線 | 緑汀路方面          |

（出典：杭州地下鉄：南湖站站内空间示意图 （中国語））

## 駅周辺
- 南湖未来科学園
- 南湖（中国語版）

## 隣の駅
杭州地下鉄
■ 16号線
南峰駅 - 南湖駅 - 中泰駅